# Góry Choczańskie

Położenie Gór Choczańskich na mapie Karpat Zachodnich

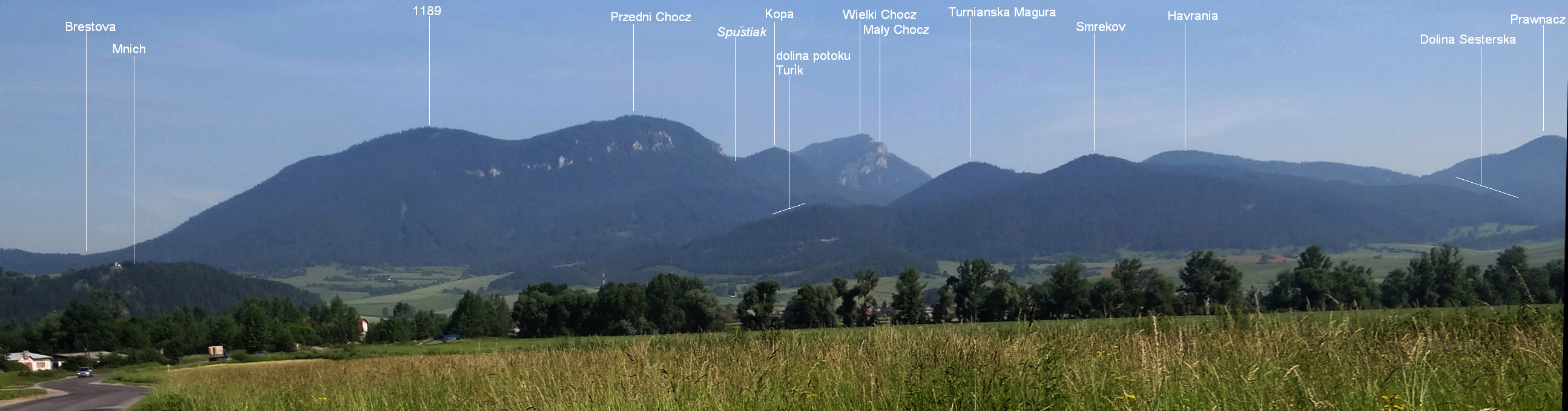
Grupa Wielkiego Chocza

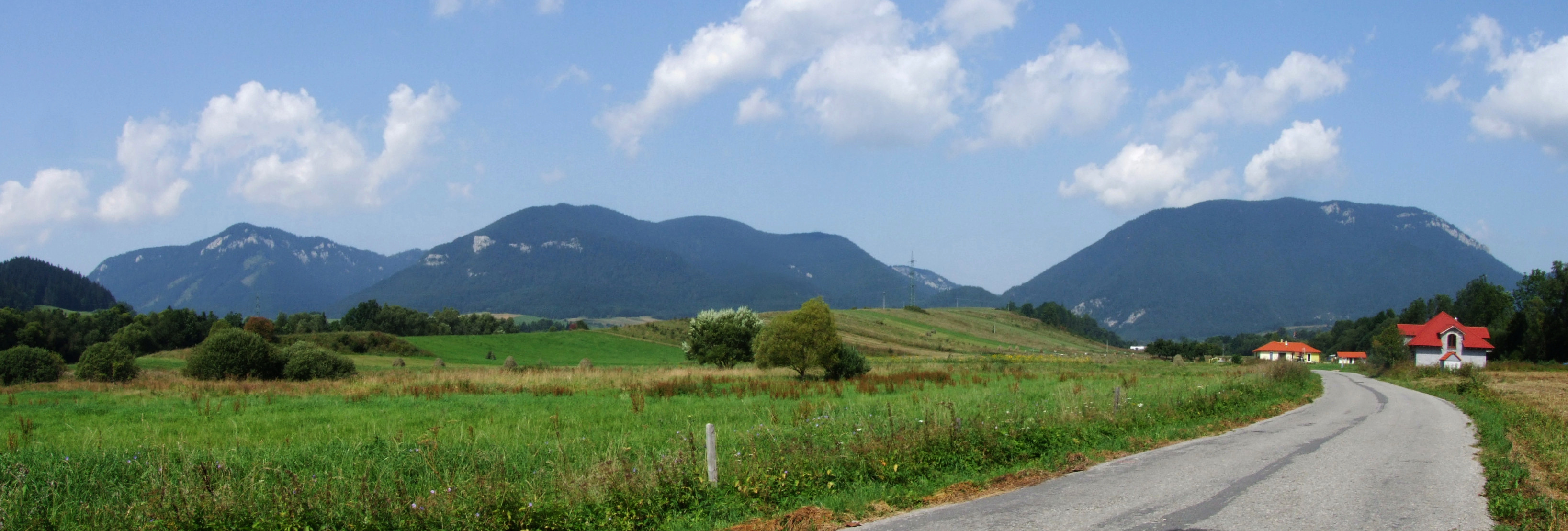
Grupa Prosiecznego

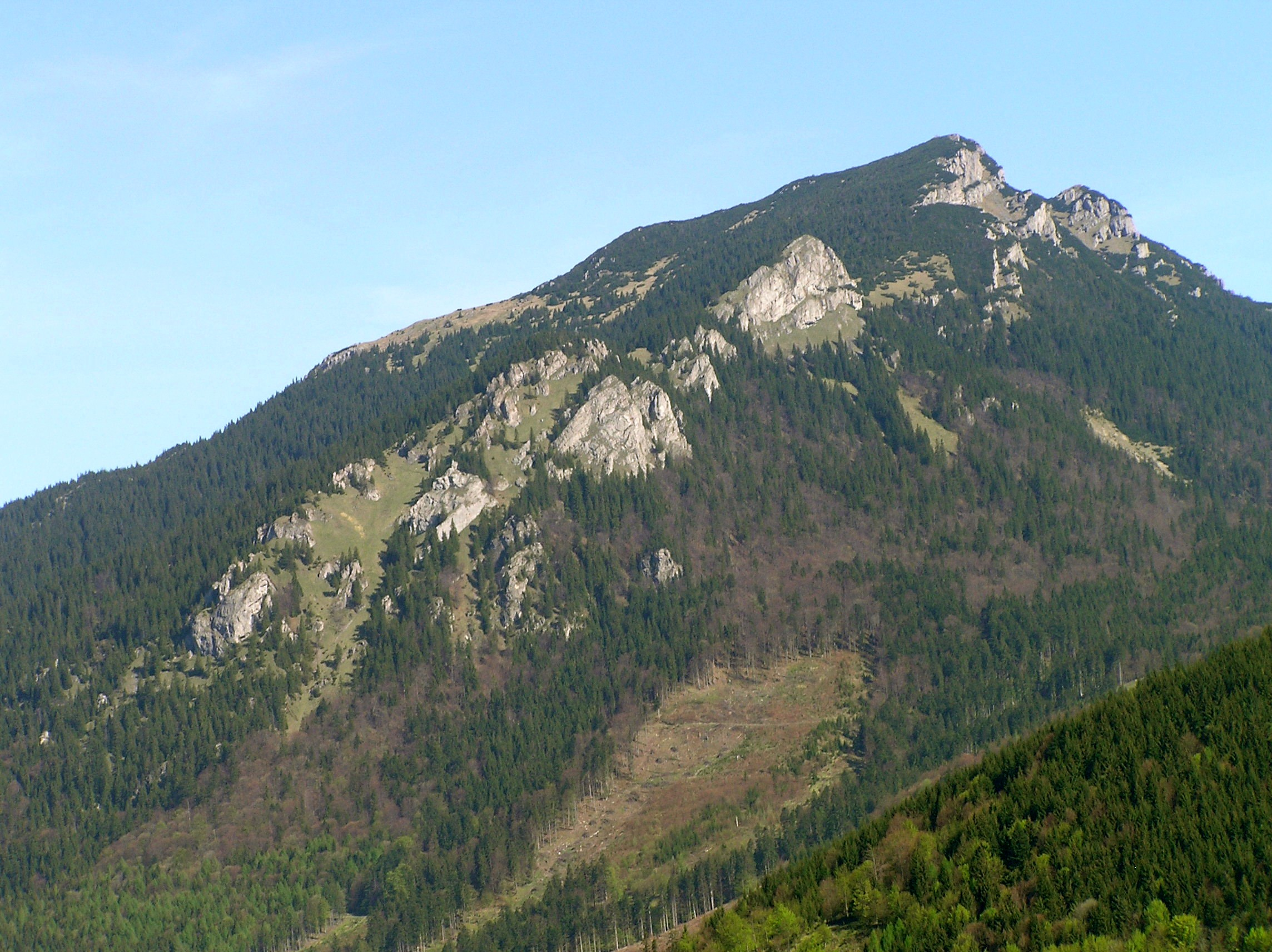
Wielki Chocz

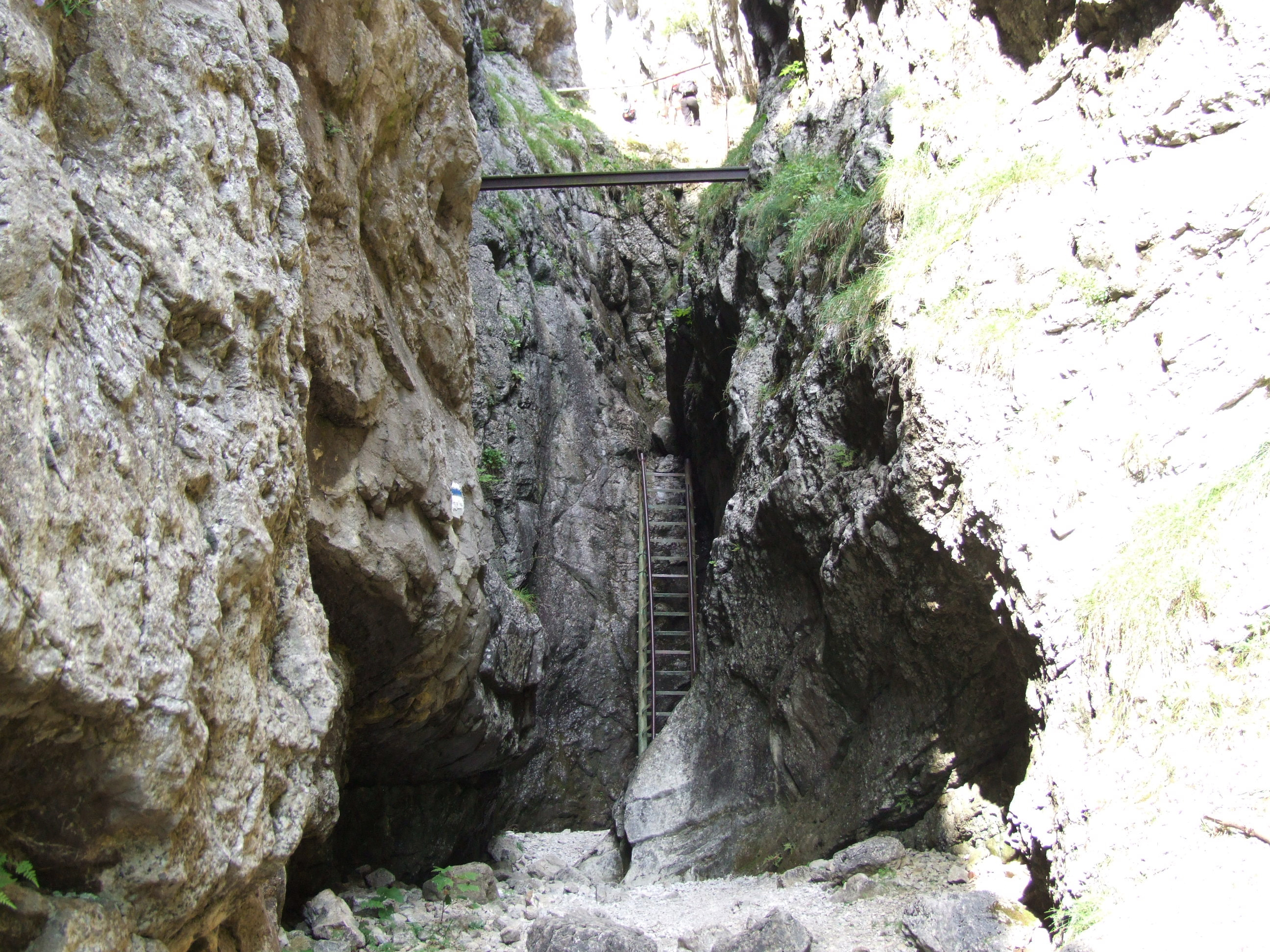
Dolina Prosiecka

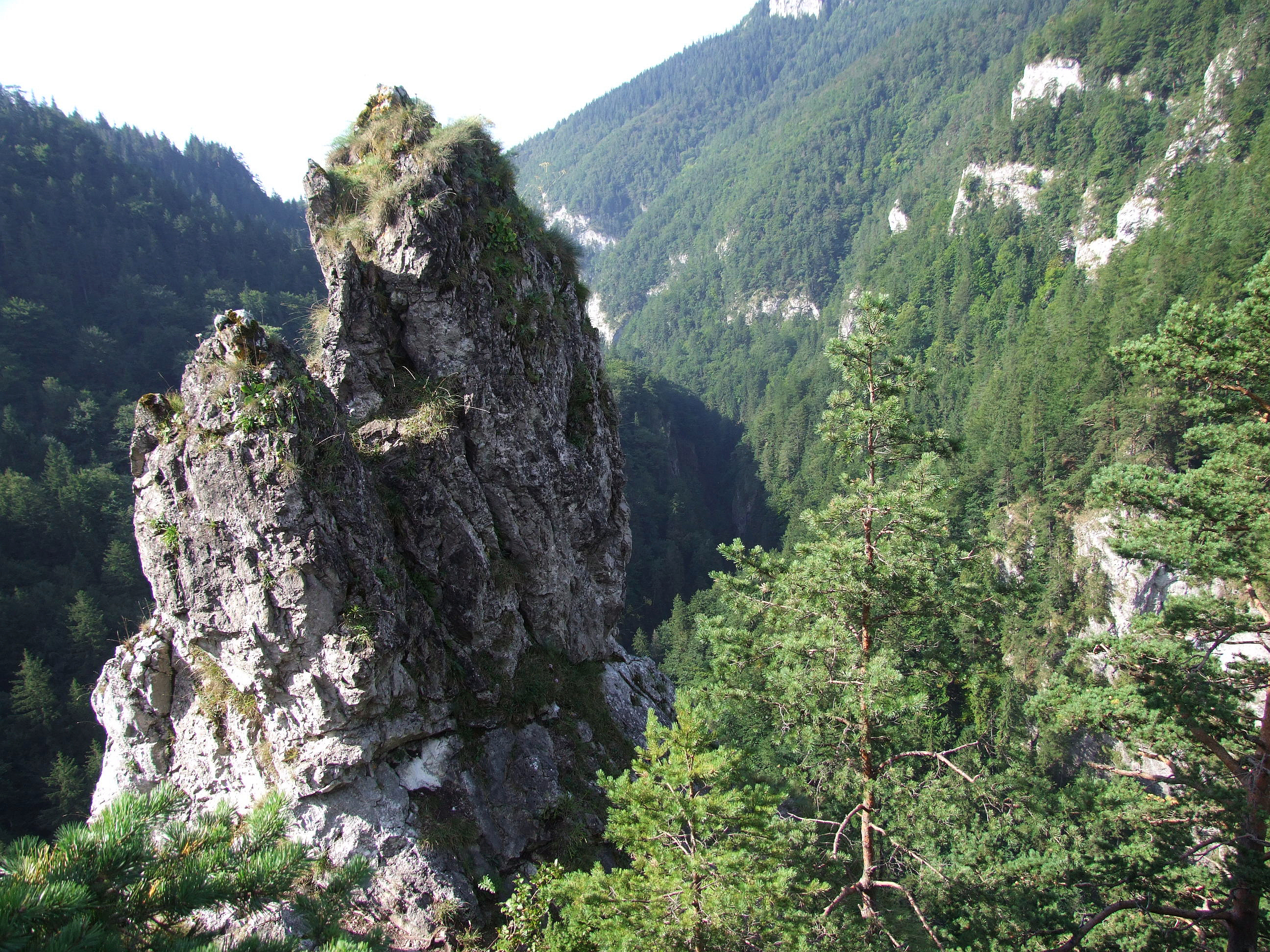
Dolina Kwaczańska

Góry Choczańskie (514.51; słow. Chočské vrchy; w dawnej nomenklaturze występowały jako Hale liptowsko-orawskie) – pasmo górskie w Łańcuchu Tatrzańskim w Centralnych Karpatach Zachodnich. Leży w całości na terenie Słowacji. Ma formę pasma rozciągniętego ze wschodu na zachód na długości ok. 18 km, przy szerokości od 4 do 8 km. Graniczy od północy z Pogórzem Orawskim, od wschodu poprzez Kwaczańską Dolinę z Tatrami Zachodnimi, od południa z Kotliną Liptowską, a od zachodu poprzez przełęcz Brestová z tzw. Szypską Fatrą, będącą najdalej na północ wysuniętą częścią Wielkiej Fatry.

## Topografia
Góry Choczańskie składają się z trzech części (licząc od zachodu):
- grupy Wielkiego Chocza, ciągnącej się od przełęczy Brestová i doliny Likawki na zachodzie po przełęcz Vrchvarta i Dolinę Luczańską (Lúčanská dolina) na wschodzie, w której wznosi się kulminacja całego pasma – Wielki Chocz (Velký Choč) – 1608 m;
- Sielnickich Wierchów, ciągnącej się od Doliny Luczańskiej na zachodzie po Dolinę Sesterską (Sestrčská dolina) na wschodzie, w której najwyższymi szczytami są Luczańska Magura (Lúčanská Magura, 1171 m), Havrania (1130 m), Ostroň (1105 m, w części północnej) i Sielnická hora (1051 m, w części wschodniej);
- grupy Prosiecznego, ciągnącej się od Doliny Sesterskiej na zachodzie po Dolinę Kwaczańską na wschodzie, w której najwyższymi szczytami są Prosieczne (Prosečné, 1372 m) i Hradkowa (Hrádkovo, 1206 m) w części wschodniej grupy oraz Prawnacz (Pravnáč, 1206 m), Heliasz (Heliaš, 1186 m) i Łomy (Lômy, 1278 m) w części zachodniej, oddzielonej od poprzedniej Doliną Prosiecką.

## Opis
Góry Choczańskie nie mają charakteru ciągu lub rozrogu grzbietów górskich, ale raczej szeregu odrębnych masywów, wyrastających z biegnącego tuż na północ od nich niepozornego wododziału Orawy i Wagu. Grupa Wielkiego Chocza tworzy najwyższy, zwarty masyw, zbudowany głównie z dolomitów i wapieni płaszczowiny choczańskiej. Dolina potoku Teplianka oddziela ją od Sielnickich Wierchów, które tworzą niższe wzniesienia, zbudowane ze skał płaszczowiny kriżniańskiej. Wschodnią część stanowi Grupa Prosiecznego, którą tworzy szereg niewielkich masywów porozdzielanych głębokimi dolinami, z których najbardziej znanymi są Dolina Kwaczańska i Dolina Prosiecka.

## Geologia
Od innych masywów Karpat Centralnych Góry Choczańskie wyróżnia brak na powierzchni trzonu krystalicznego. Cały masyw zbudowany jest z mezozoicznych skał osadowych. Ze względu na swe niewielkie rozmiary i położenie, stanowi łącznik między Małą i Wielką Fatrą na zachodzie a Tatrami na wschodzie. Z obszaru Wielkiej Fatry przedłuża się płaszczowina kriżniańska, dla której charakterystyczne są osady dolnej i środkowej kredy. Są to głównie wapienie ilaste, iłowce i łupki ilaste, czyli skały stosunkowo mało odporne na erozję. Tworzą one niższe partie masywu.
Na płaszczowinę kriżniańską nasunięta została płaszczowina choczańska, która zawiera głównie najniższe, triasowe osady, z których tutaj największe rozprzestrzenienie mają masywne serie wapienne, najczęściej ciemnoszare i czarne, żyłkowane wapienie oraz szare dolomity, tzw. choczańskie. Wyższe poziomy triasu reprezentowane są przez różne odmiany wapieni, np. wapienie piaszczyste, rogowcowe itp. Płaszczowina choczańska zachowała się w formie czapek tektonicznych, wypreparowanych przez erozję w postaci ostańców. Największą tworzy masyw Wielkiego Chocza.
Na wschód od Doliny Sesterskiej na powierzchni nie pojawiają się skały płaszczowiny kriżniańskiej, a wszystkie masywy, aż po Dolinę Suchą (słow. Suchá dolina), zbudowane są z przefałdowanych kompleksów środkowotriasowych wapieni i dolomitów. Na wschód od wsi Liptovská Anna znów pojawiają się kredowe skały płaszczowiny kriżniańskiej.

## Zjawiska krasowe
Ze względu na budowę geologiczną szeroko rozwinięte są zjawiska krasowe. Najbardziej powszechnie występują żebra krasowe i żłobki krasowe. Występują one na Wielkim Choczu, Prosiecznem, Ostrym Wierchu (1128 m), a najlepiej wykształcone są na wierzchołku Czereniowej (słow. Čereňová) w masywie Łomów (1278 m).
Leje krasowe występują rzadko. Grupa lejów krasowych znajduje się na przełączce Ostruhy (słow. Ostruky) między Prosiecznem a Czarną Górą (słow. Čierna hora, 1094 m). Charakter leja krasowego ma też ponor Prosieczanki (słow. Prosiečanka) w kotlinie Svorad, noszący nazwę Jóbovské prepadlisko.
Podziemne formy krasowe – jaskinie są tu również liczne. Najbardziej znana jest Jaskinia Liskovska w masywie góry Mních, niedaleko Rużomberku.

## Przyroda ożywiona
Roślinność ma charakter wysokogórski, zaznacza się wyraźnie piętrowość roślinna – w dolnych piętrach przeważają buk i świerk (piętra reglowego), powyżej 1300 m rozpoczyna się piętro kosodrzewiny, a następnie lokalnie partie hal z bogatą florą o charakterze alpejskim. We florze gór występuje wiele gatunków storczykowatych oraz innych gatunków, podlegających ochronie.

## Ochrona przyrody
Najcenniejsze fragmenty gór już w połowie lat 60. XX w. objęto ochroną rezerwatową, tworząc rezerwaty przyrody Dolina Prosiecka i Dolina Kwaczańska. Nieco później (1982) powstał rezerwat przyrody Chocz. Równolegle już w latach 60. pojawiły się pierwsze pomysły powołania Choczańskiego Parku Narodowego (słow. Chočský národný park), obejmującego cały łańcych Gór Choczańskich i stanowiącego swego rodzaju biokorytarz między grupami górskimi Zachodnich Tatr i Małej Fatry. W roku 1993 były Slovenský ústav ochrany prírody w Bratysławie opracował projekt powołania takiego parku, który miałby obejmować również większą część Szypskiej Fatry z masywem Šípa na czele. Jego powierzchnia miałaby wynosić 12 357 ha, a powierzchnia jego otuliny 13 461 ha. Obejmowałby tereny położone na terenie 35 gmin w 3 powiatach (Rużomberk, Liptowski Mikułasz i Dolny Kubin. Dalsze prace projektowe nad powołaniem parku narodowego w Górach Choczańskich przejął Ośrodek Slovenskej agentúry životného prostredia w Liptowskim Mikułaszu.

## Historia
Góry Choczańskie, otoczone z dwóch stron starym osadnictwem Liptowa (od strony południowej) i Orawy (od strony północnej), a przy tym przecięte w poprzek kilkoma dolinami, były od dawna penetrowane przez ludzi i dość dobrze znane. Wspomniał je w swoim pomnikowym dziele pt. „Notitia Hungariae novae historico-geographica” (t. II, 1736) wybitny słowacko-węgierski uczony, polihistor Matej Bel (1684–1749), wymieniając w nich szczyty Wielkiego Chocza, Prosiecznego i Holicy (dziś zaliczanej do Tatr Zachodnich) oraz przełęcz Spuštiak.